# Universiteit van Edge Hill
Edge Hill University is een universiteit met campus in Ormskirk in het graafschap Lancashire in het noordwesten van Engeland. Het is een snel groeiende universiteit met meer dan 27.000 studenten in 2012/2013.

## Geschiedenis
Edge Hill Training College werd in 1885 opgericht en betrok een gebouw in Edge Hill, een district van Liverpool. Het was de eerste niet-confessionele school in Engeland voor de opleiding van vrouwelijke leraars. 
In 1925 kwam Edge Hill onder het bestuur van de Lancashire County Council. Die bouwde een nieuw gebouw voor de school in Ormskirk, dat in 1933 in gebruik werd genomen. Tijdens de Tweede Wereldoorlog werd het gebouw gebruikt als een militair hospitaal en moest de school uitwijken naar Bingley.
In 1959 werd Edge Hill een gemengde school, en ontving het de eerste mannelijke studenten. Het aantal studenten groeide snel, er kwamen nieuwe studierichtingen bij en de campus werd stelselmatig uitgebreid. In 1985 waren er ongeveer 2000 studenten.
In 1996 kreeg de instelling de titel "University College". In 2006 werd ze een volwaardige universiteit.

## Faculteiten
Edge Hill University bestaat uit drie faculteiten:
- Education (lerarenopleiding)
- Health & Social Care (opleidingen in de gezondheids- en verzorgingssectoren: verpleegkundigen, vroedvrouwen, paramedici...)
- Arts & Sciences (biologie, business school, computer, Engels & geschiedenis, aardrijkskunde, recht & criminologie, media, podiumkunsten, psychologie, sociale wetenschappen, sport en fysieke activiteiten)

De campus van Edge Hill University beschikt over goede sportfaciliteiten. In 2012 werden die in de aanloop naar de Olympische Zomerspelen 2012 gebruikt als trainingskamp door de olympische ploegen van een aantal landen uit de Stille Oceaan, waaronder Amerikaans-Samoa, de Gefedereerde Staten van Micronesië, de Cookeilanden, de Marshalleilanden en Palau.

## Enkele bekende alumni

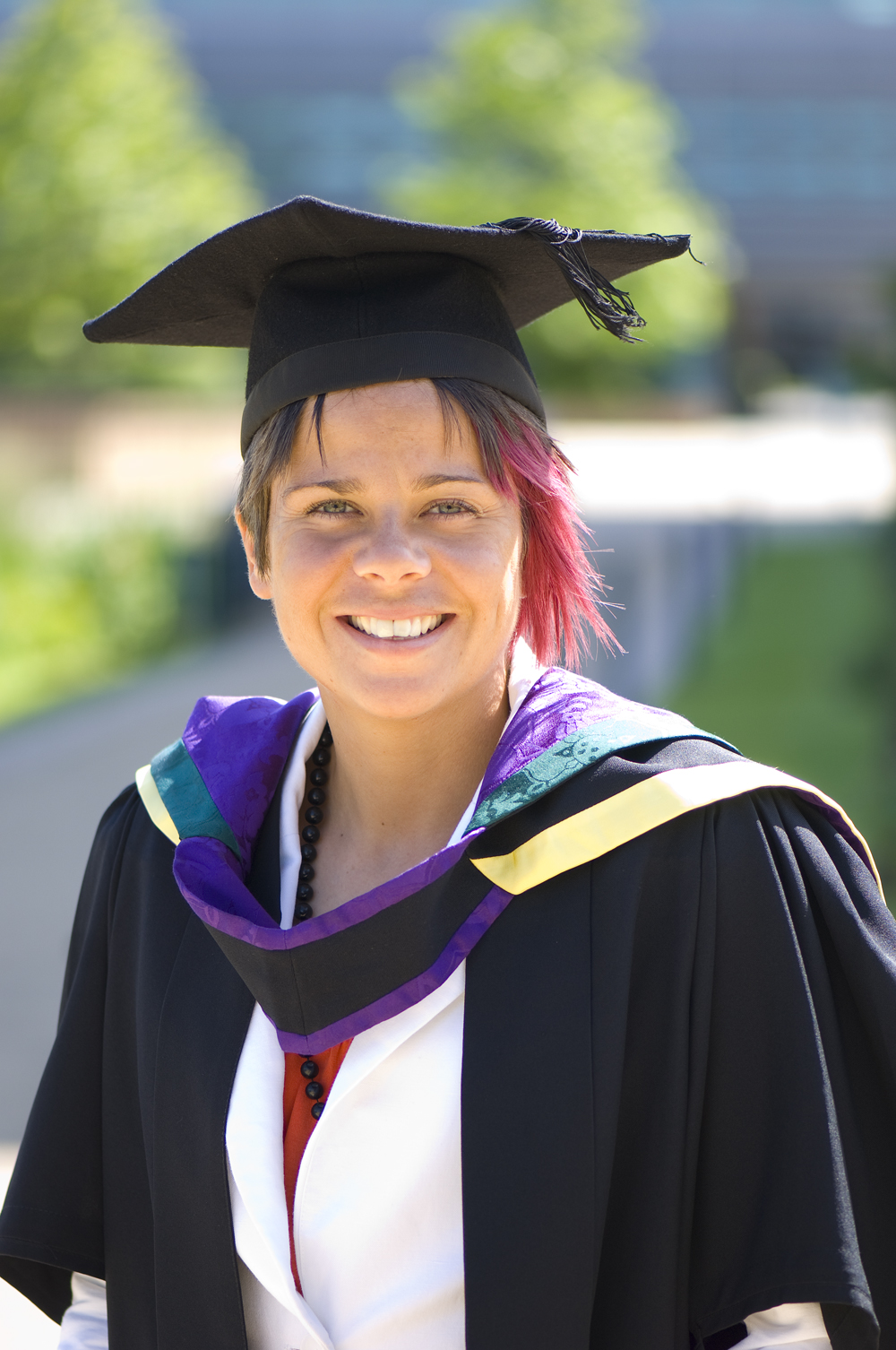
Sue Smith

- Paul Nuttall (Europees parlementslid voor de United Kingdom Independence Party)
- Jonathan Pryce (acteur)
- Sue Smith (Engels voetbalinternational)